# Vorfeldkontrolle
Die  Vorfeldkontrolle (engl. apron control) ist eine Einrichtung an Verkehrsflugplätzen, die für die Verkehrslenkung von Luftfahrzeugen auf den Vorfeldflächen verantwortlich ist. Sie kann entweder vom nationalen Flugsicherungsdienstleister, von externen Unternehmen oder vom Flughafenbetreiber selbst betrieben werden. Die Mitarbeiter einer Vorfeldkontrolle werden als Vorfeldlotsen (engl. apron controller) bezeichnet.

## Aufgaben

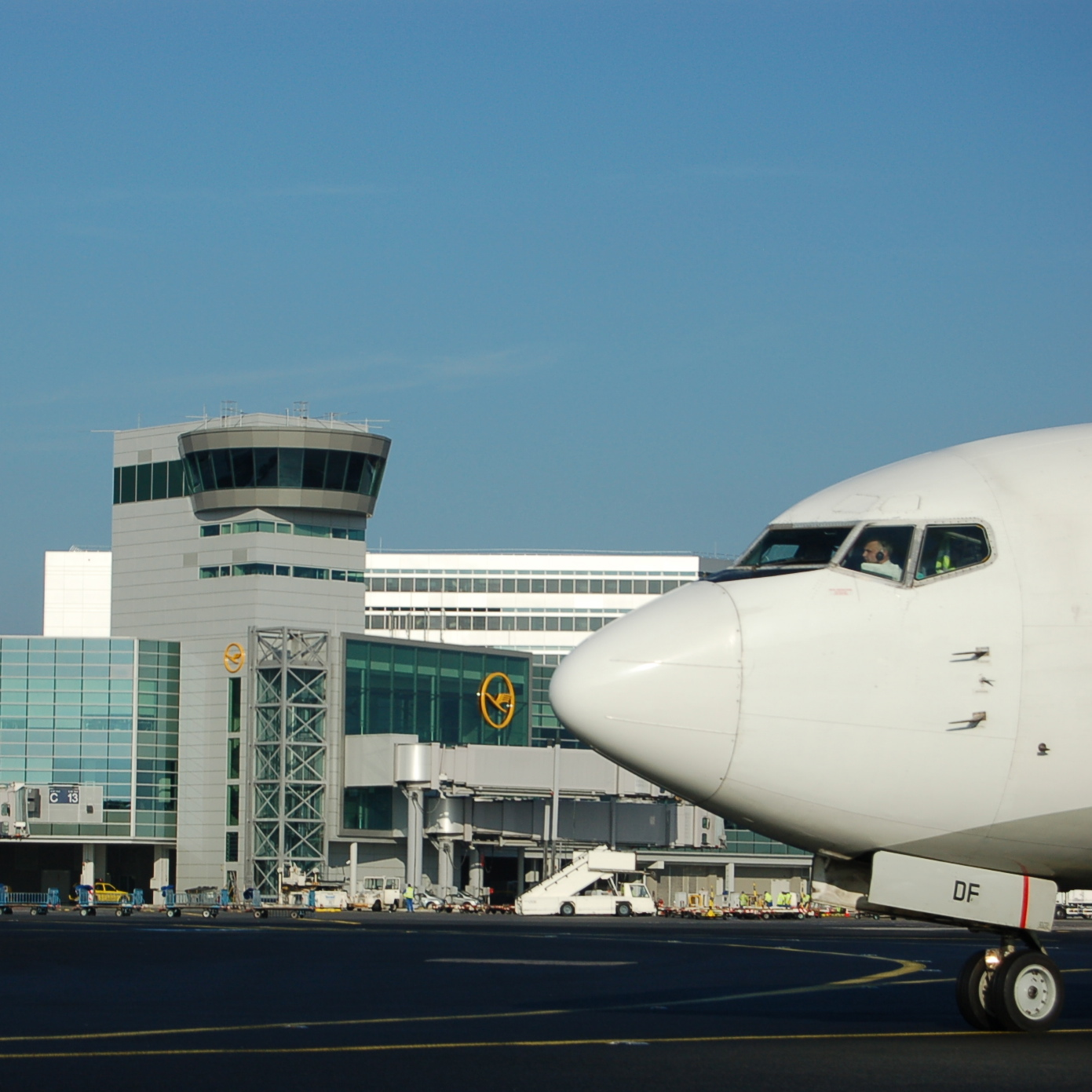
Kontrollturm Ost der Vorfeldkontrolle am Flughafen Frankfurt

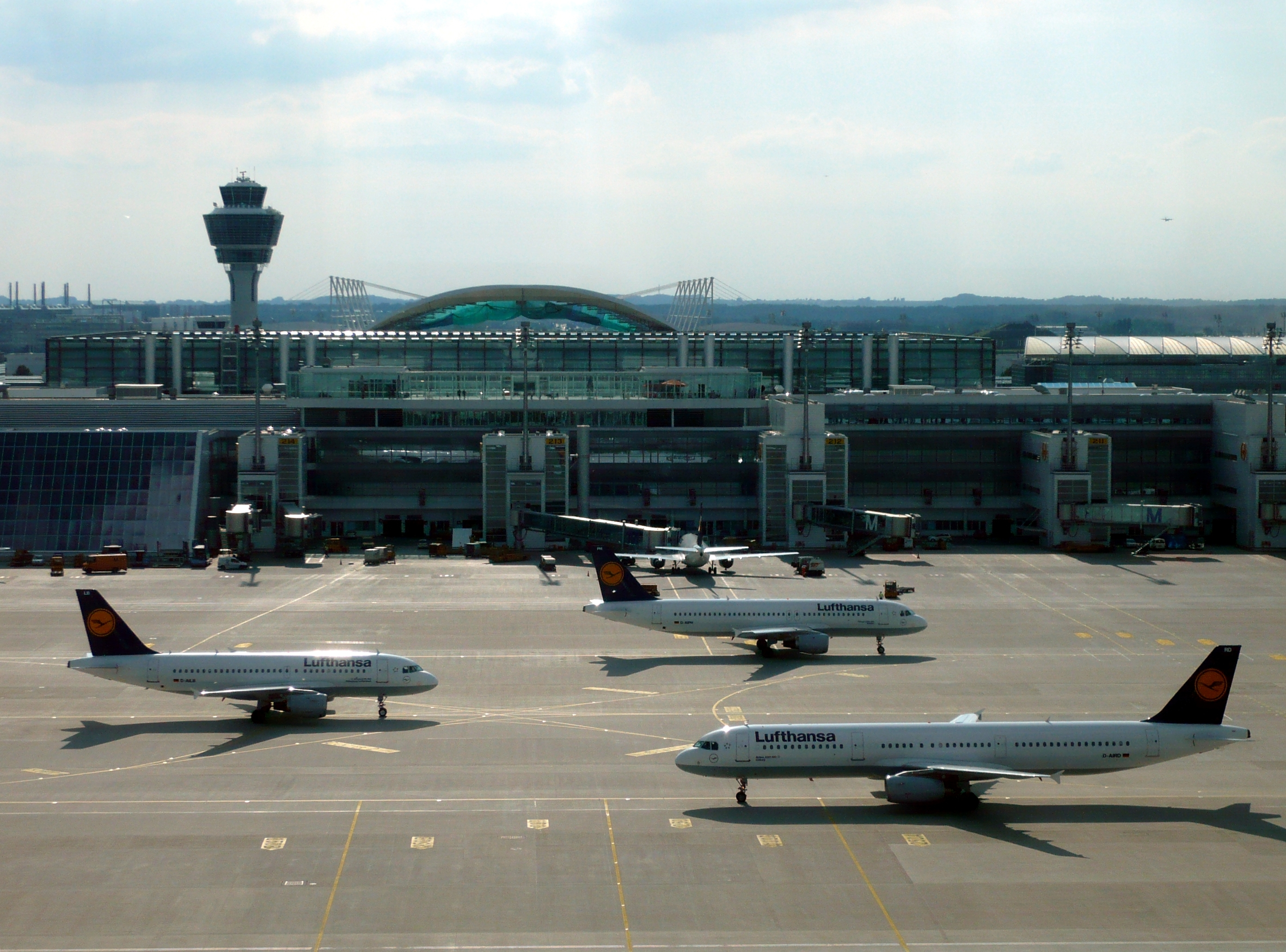
Verkehrssituation auf dem Vorfeld des Flughafens München

Hauptaufgabe der Vorfeldkontrolle ist es, im Rahmen ihrer Verordnungen einen sicheren, verzögerungsfreien und ordnungsgemäßen Rollverkehr der Luftfahrzeuge auf den Vorfeldern eines Flugplatzes zu gewährleisten, sowie sicherheitsgefährdende Annäherungen und Kollisionen zwischen diesen oder mit Hindernissen zu verhindern. Sie erteilt Rollanweisungen und Pushback-Freigaben an die Piloten eines Luftfahrzeugs, um dieses nach Landung über das Vorfeld zur zugewiesenen Parkposition, bzw. von der Parkposition über das Vorfeld in Richtung der zugewiesenen Startbahn zu lotsen. Die Abgrenzung des Zuständigkeitsbereiches der Vorfeldkontrolle mit den entsprechenden Übergabepunkten, an denen das Luftfahrzeug von der Roll- oder Platzkontrolle übernommen bzw. an diese übergeben wird, ist aus den entsprechenden Karten der jeweils gültigen AIP ersichtlich.
Des Weiteren koordiniert die Vorfeldkontrolle diverse weitere Verkehrsteilnehmer (Marshaller, Follow-Me-Fahrzeuge, Flugzeugschlepper u. a.) auf den Vorfeldflächen.
Die Vorfeldkontrolle befindet sich in der Regel im Tower oder an anderer exponierter Stelle des Flugplatzes, um ein möglichst uneingeschränktes Sichtfeld zu gewährleisten.
Dirigiert wird der Verkehr mittels Flugfunk und Betriebsfunk. Das Rufzeichen einer Vorfeldkontrollstelle lautet „Vorfeld“ (engl. apron).
Derzeit gibt es in der Bundesrepublik Deutschland an den internationalen Flughäfen Dresden, Erfurt, Frankfurt, Hamburg und München eigenständige Vorfeldkontrollen. Betrieben werden diese Dienststellen von den jeweiligen Flughafenbetreibern. Zudem betreibt auch der Flugzeughersteller Airbus an seinem Sonderlandeplatz in Hamburg-Finkenwerder eine eigene Vorfeldkontrolle.
An 11 weiteren Flughäfen erbringt die DFS Aviation Services diese Leistung.
Außerhalb Deutschlands gibt es z. B. auch in der Schweiz am Flughafen Zürich eine eigene Vorfeldkontrolle.

## Rechtliche Grundlage
Nach § 45 LuftVZO obliegt dem Flughafenbetreiber u. a. die Pflicht, den Flughafen ordnungsgemäß zu betreiben, wodurch dieser auch die Flugverkehrskontrolle auf seinem Betriebsgelände stellen muss. Diese Aufgabe wird in Deutschland i. d. R. einem Flugsicherungsanbieter (Deutsche Flugsicherung, DFS Aviation Services, Austro Control, o. Ä.) übertragen, der dann auch die Rollkontrolle auf den Vorfeldern ausübt. An Flughäfen mit sehr hohem Verkehrsaufkommen behält allerdings immer häufiger der Flughafenbetreiber die Zuständigkeit für die Vorfelder bei sich und betreibt dafür eine eigene Vorfeldkontrolle.
Da im Gegensatz zum Rollfeld auf dem Vorfeld geringere Sicherheitsabstände gelten und auch unkontrollierter Fahrzeugverkehr stattfindet, erteilt die Vorfeldkontrolle keine Freigaben, sondern Anweisungen. Diese Anweisungen sind aber für Flugzeugführer bindend und in entsprechenden NfL geregelt.
Weitere relevante Regelwerke sind u. a.: LuftVG, Luftfahrthandbuch Deutschland (AIP), ICAO-Annexe, Flughafenbenutzungsordnung (FBO), Nachrichten für Luftfahrer (NfL).